# Prémio de Genética Kimber
O Prémio de Genética Kimber (em inglês:  Kimber Genetics Award), foi um prémio concedido pela National Academy of Sciences.
Este prémio, criado em 1955 por John Evans Kimber (1895 - 1970) e Kimber Farms, Inc., destinava-se a premiar os cientistas que se distinguiram no campo da genética animal ou vegetal.
O prémio foi descontinuado em 1970.

## Laureados[1]
- 1955 - William Ernst Castle e Hermann Joseph Muller
- 1956 - Sewell G. Wright
- 1957 - Alfred H. Sturtevant
- 1958 - Theodosius Dobzhansky
- 1959 - Tracy M. Sonneborn
- 1960 - G. W. Beadle
- 1961 - J. B. S. Haldane
- 1962 - Milislav Demerec
- 1963 - Curt Stern
- 1964 - Max Delbrück
- 1965 - Alfred D. Hershey
- 1966 - N. V. Timofeeff-Ressovsky
- 1967 - Barbara McClintock